# Lovesong
"Lovesong" é uma canção escrita por Robert Smith e lançada no álbum Disintegration, do The Cure. Smith originalmente a escreveu como um presente para sua namorada de longa data, Mary Poole, pouco antes de se casarem.

## Posição nas paradas musicais
| Parada (1989)                                      | Melhor posição |
| -------------------------------------------------- | -------------- |
| Austrália (ARIA)                                   | 60             |
| Bélgica (Ultratop 50 de Flandres)                  | 38             |
| Canadá (RPM Top Singles)                           | 10             |
| Europa (Eurochart Hot 100)                         | 32             |
| Irlanda (IRMA)                                     | 13             |
| Países Baixos (Single Top 100)                     | 48             |
| Nova Zelândia (Recorded Music NZ)                  | 39             |
| Polônia (LP3)                                      | 1              |
| Reino Unido (UK Singles Chart)                     | 18             |
| Estados Unidos (Billboard Hot 100)                 | 2              |
| Estados Unidos (Billboard Alternative Airplay)     | 2              |
| Estados Unidos (Billboard Dance Club Songs)        | 8              |
| Estados Unidos Hot Dance Singles Sales (Billboard) | 16             |
| Estados Unidos (Billboard Mainstream Rock)         | 30             |
| Alemanha Ocidental (Official German Charts)        | 21             |

| Parada (1989)                    | Posição |
| -------------------------------- | ------- |
| Estados Unidos Billboard Hot 100 | 68      |